# Kanton Oraison
Oraison is een kanton van het Franse departement Alpes-de-Haute-Provence. Het kanton maakt deel uit van de arrondissementen Digne-les-Bains en Forcalquier

Het telt 13.890 inwoners in 2018.

Het kanton werd gevormd ingevolge het decreet van 24 februari 2014 met uitwerking op 22 maart 2015.

## Gemeenten
Het kanton Oraison omvat volgende 3  gemeenten:
- Les Mées
- Oraison
- Villeneuve